# Ronaldo Schemidt
Ronaldo Schemidt (Caracas, 1971) es un fotoperiodista venezolano radicado en Jerusalén.

## Carrera
En el año 2000, mientras estudiaba antropología en la Universidad Central de Venezuela, decidió mudarse a México para estudiar fotografía. Ya en México, desde 2004, trabajó inicialmente como fotoperiodista independiente para la AFP y dos años después como parte de la plantilla fija de esta agencia. Ha cubierto eventos sociales, políticos y deportivos de importancia internacional (como por ejemplo la muerte del presidente Hugo Chávez en 2013, la elección de Nicolás Maduro en Venezuela y las múltiples protestas entre oficialistas y opositores en ese país, la Copa Mundial de Fútbol de 2014 en Brasil, la muerte de Fidel Castro en 2016 y algunos desastres naturales de México). Además de sus actividades como fotógrafo, también ha tenido algunas incursiones como profesor en algunos cursos relativos a su profesión. En el 2019 es nombrado por la AFP corresponsal del Cono Sur y vive en Buenos Aires, Argentina. 
En 2018 ganó el Premio World Press Photo of the Year por su fotografía de José Víctor Salazar Balza encendido en llamas en las protestas de Caracas contra el presidente Maduro el 3 de mayo de 2017. Es el segundo venezolano en conseguir este premio tras Héctor Rondón Lovera quien lo ganó en 1962. En el año 2018 también ganó una mención honorífica de la Sociedad Interamericana de Prensa (SIP), una nominación del premio Gabriel García Márquez y una Mención honorífica en el Picture of the Year por el trabajo hecho en Venezuela en las protestas del año 2017. En el año 2019 es enviado a Bolivia para trabajar en los conflictos sociales derivados del golpe de Estado al presidente Evo Morales, en el año 2020 gana el Premio a la Excelencia Periodística, de la Sociedad Interamericana de Prensa (SIP) en la categoría fotografía, por su trabajo en Bolivia durante esa cobertura fotoperiodística.
En 2021 fue nombrado jefe de fotografía de la Agencia France Presse (AFP) en Israel y Palestina.